# Morgenrot (Thüringer Band)
Morgenrot ist eine 2001 gegründete Deutschrock-Band aus Saalfeld in Thüringen.

## Geschichte
Morgenrot hat sich ursprünglich im April 2001 gegründet. Die Zeit von 2001 bis April 2005 bezeichnet die Band selbst als Entstehungsphase. In dieser Zeit entstanden unter dem Einfluss von wechselnden Bandmitgliedern zwei CDs, welche aber bis heute vergriffen sind und nicht mehr vertrieben werden. Erst nach dem Sängerwechsel zu Jörg im Mai 2005, konnte man von einer funktionierenden Band reden, welche dann auch im Juli 2006 das erste gemeinsam produzierte Album „Omnia differunt“ veröffentlichte.
Im Februar 2008 trennte sich die Band von Gitarrist Marco und ersetzte ihn kurz darauf durch Stephan. Von den Gründungsmitgliedern der Band waren nun noch Maria, Thomas und Atze übrig, welche zusammen mit Jörg und Stephan die zukünftigen Geschicke der Band erfolgreich in die Hand nehmen sollten. In dieser Zusammenarbeit entstand das Album „Planet der Lügen“, welches seit März 2009 über den Vertrieb CARGO bundesweit im Handel erhältlich ist. Dadurch kam es auch in den allseits bekannten EMP-Katalog, wo es eine durchweg positive Kritik und Absatz erfuhr. Morgenrot nahm den Schwung mit und ließ in den Jahren 2009 bis 2011 einige, teils große Konzerte und Festivals folgen, bei denen die Band ihren Bekanntheitsgrad enorm steigern konnte. Seit 2011 ist Morgenrot bei Burnout Records, einem Label für Deutschrock, unter Vertrag. In Zusammenarbeit mit dem Label entstand im Mai 2011 der CD-Sampler „Deutschrockt-Lektion1“, auf welchem Morgenrot mit dem Song „Die Zeit steht still“ vertreten ist. Über das Label erschien am 23. Januar 2012 auch das Album „Zwischen Freund und Feind“, welches ebenfalls überall im Handel erhältlich ist.
Im Herbst 2013 erschien die EP „Auge um Auge“ mit vier neuen Titeln. Im Vorfeld hatte der Sänger Jörg die Band nach acht Jahren verlassen. Mit seinem Nachfolger Steffen entstand 2015 auch das Album „Im Bann der Zeit“.

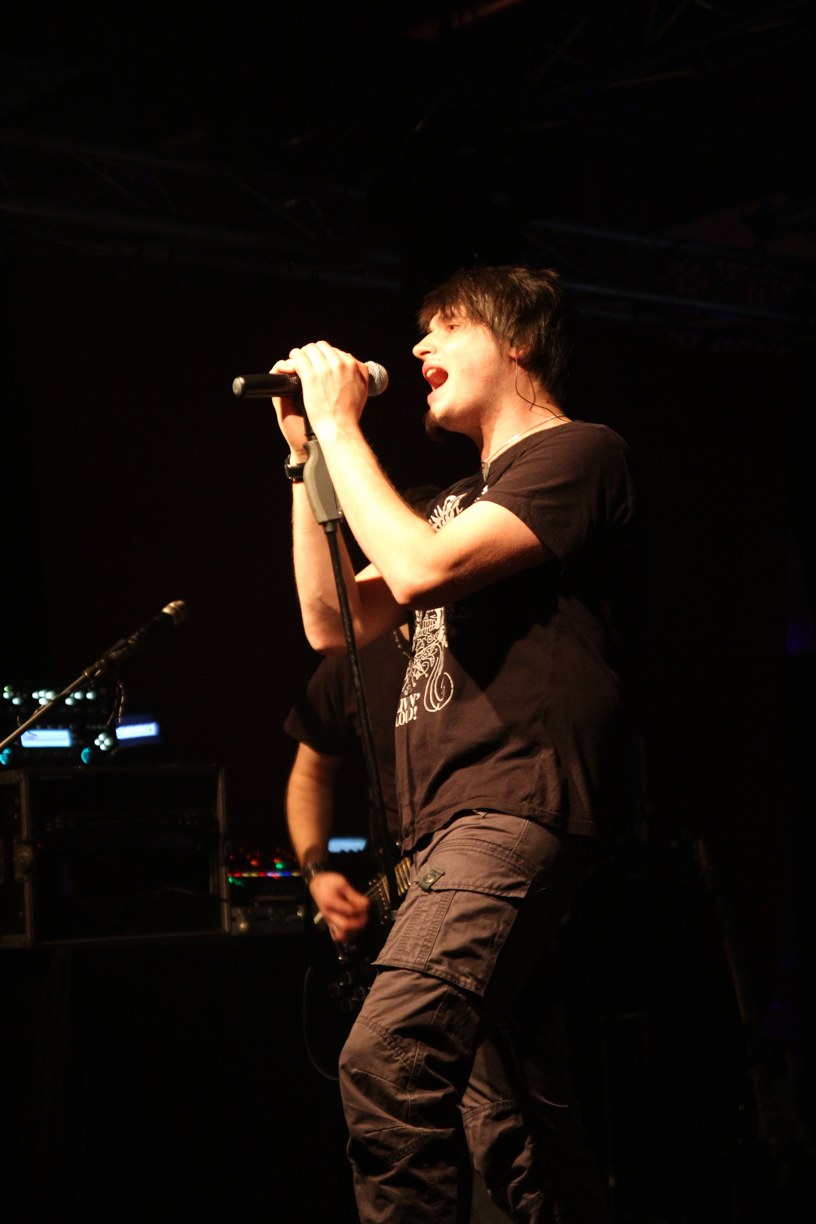
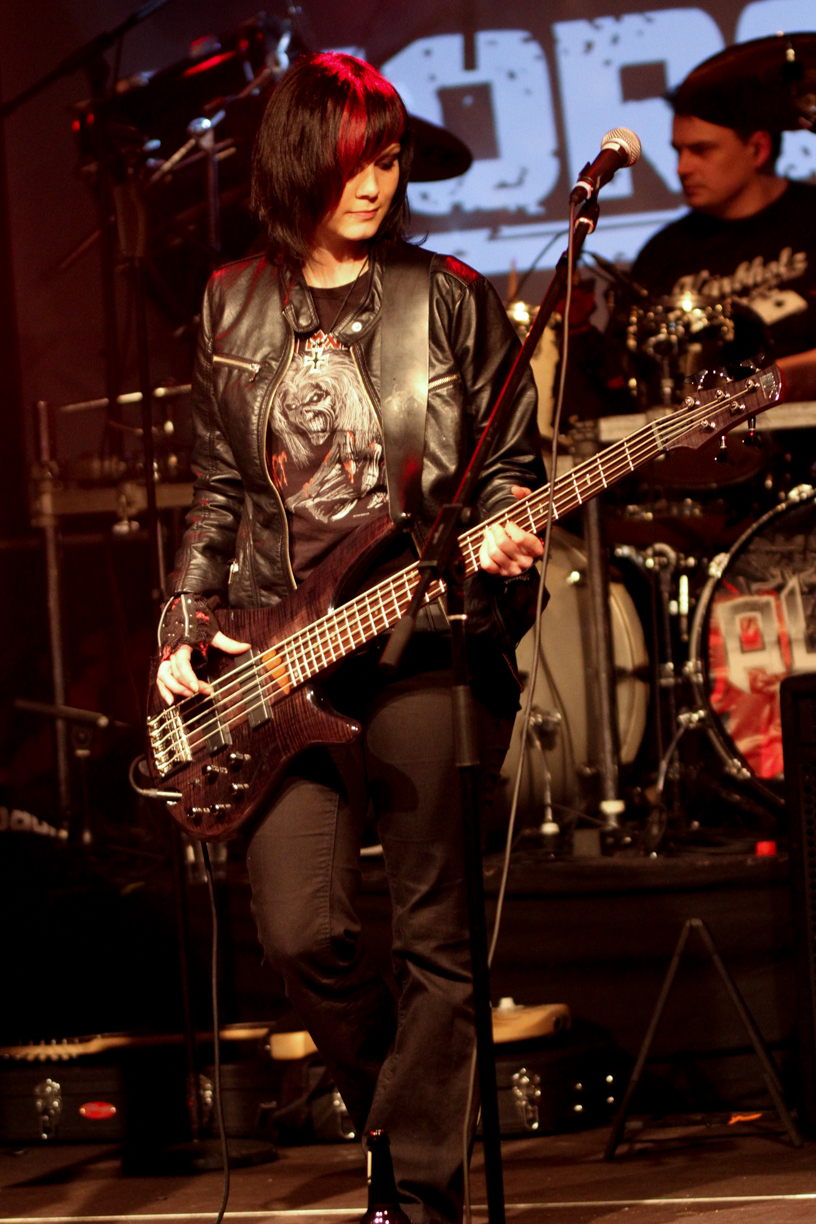
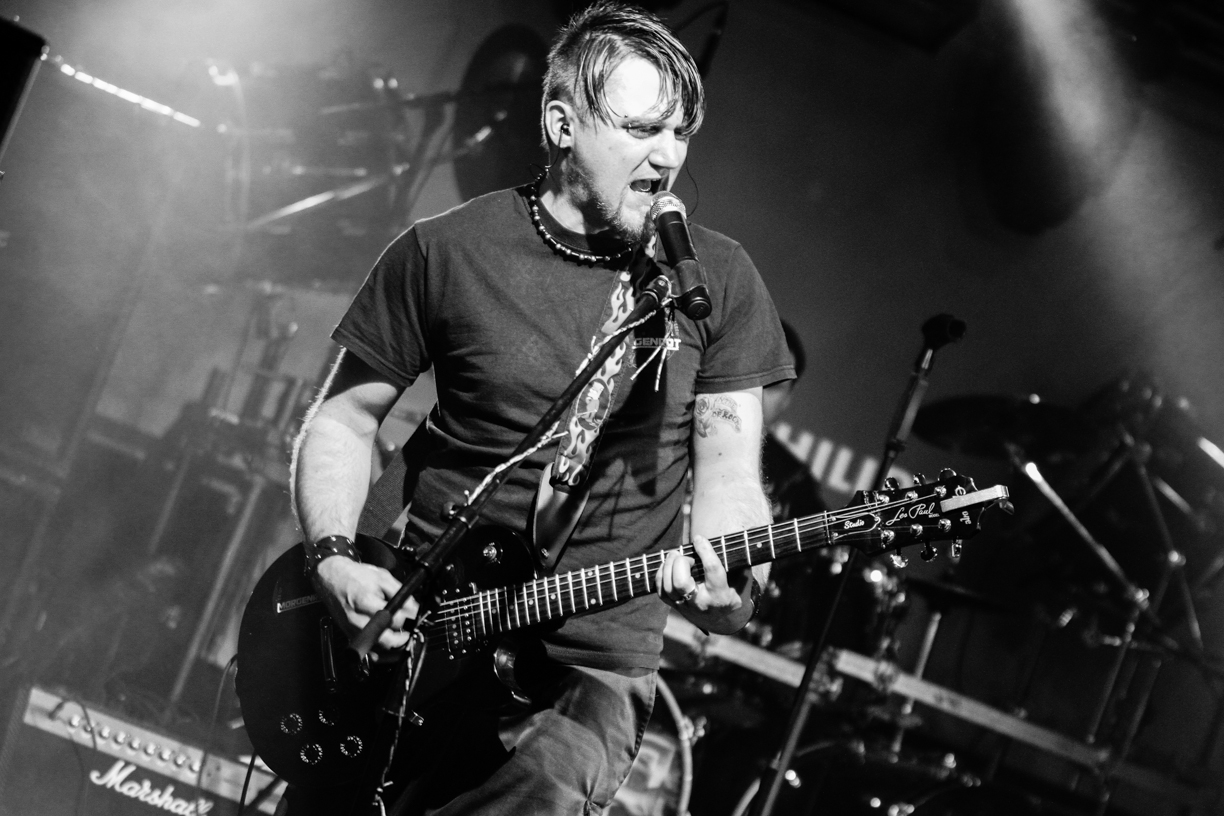
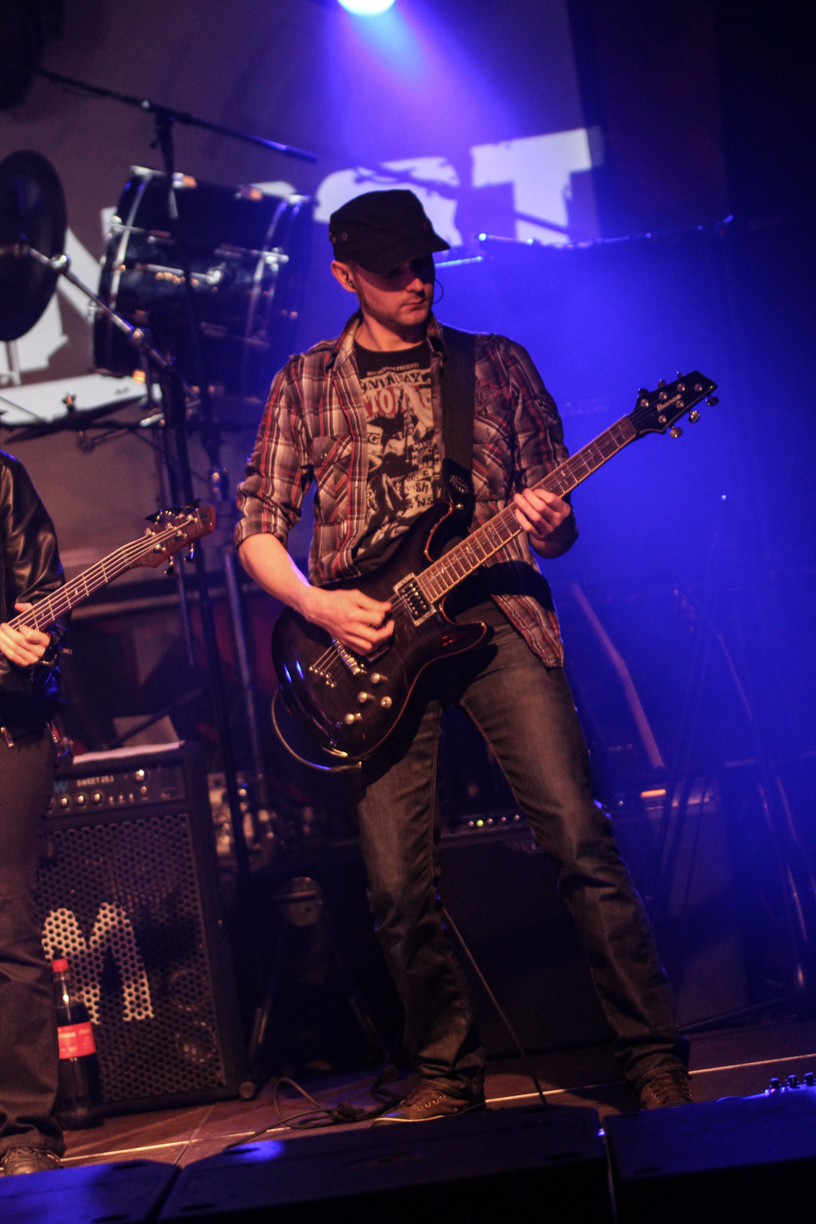

## Stil
Morgenrot spielt Rockmusik mit deutschen Texten in durchwachsenem Härtegrad und aggressiver bis melancholischer Umsturzromantik. Mit Text und Musik repräsentiert und verarbeitet die Band ihre Gedanken, Erlebnisse sowie Meinung. Handwerklich ist Morgenrot breit gefächert und bedient sich mehrerer musikalischer Stilrichtungen aus den Bereichen Rock und Punkrock. Morgenrot ist sozialkritisch aber nicht politisch. Morgenrot spielt keine politischen Veranstaltungen und auch nicht mit politischen(extremistischen) Bands zusammen.

## Diskografie

### Studioalben
- Morgenrot (2002)
- Sie spielen mit Dir (2004)
- Omnia Differunt (2006)
- Planet der Lügen (2009)
- Zwischen Freund und Feind (2012)
- Auge um Auge EP (2013)
- Im Bann der Zeit (2015)
- Spiegelbild EP (2017)
- Hertzblut (2018)
- 20 Jahre (2022)
- Gedankenspiel(e) (2024)

### Sampler
- Deutsch rockt! Lektion 1 (2011)

### Videoclips
- Planet der Lügen
- Omnia Differunt
- Die Zeit steht still
- Der Sinn des Lebens
- Der Weg ins Licht